# Mekkawi Said
Mekkawi Said (arabiska: مكاوي سعيد), född 1955 i Kairo, död 2 december 2017, var en egyptisk författare.
Said gav ut sin första novellsamling 1981, och har sedan dess gett ut flera romaner och novellsamlingar. För sin första roman tilldelades han Suad Sabbah Arab Creativity Prize 1991. Hans andra roman, Cairo Swan Song, nominerades till International Prize for Arabic Fiction 2008. Samma år tilldelades han egyptiska statspriset för litteratur.
Said har även skrivit manus för lång- och kortfilmer samt skrivit för barntidskrifter.